# Idesbaldus

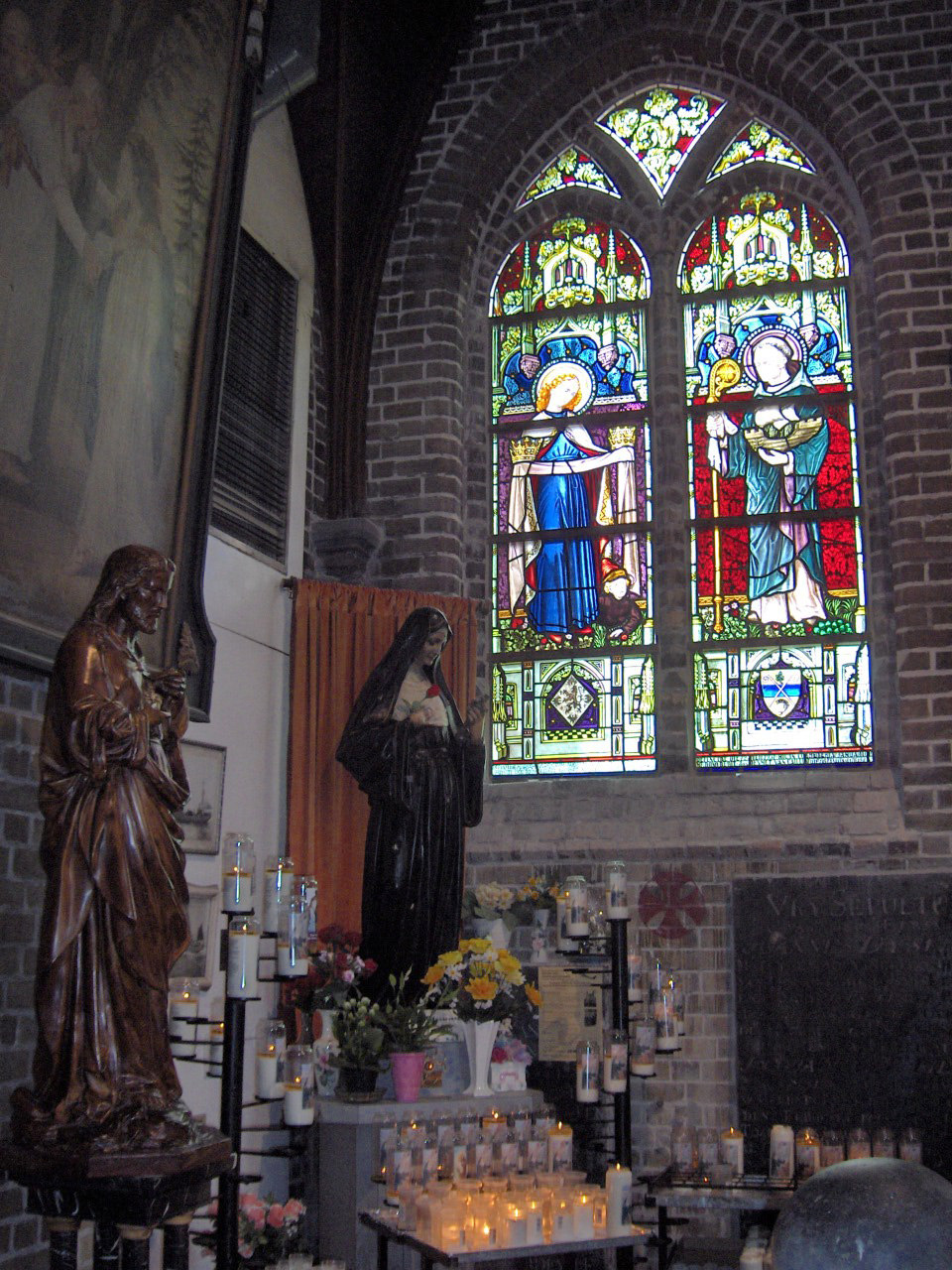
Heiligen Godelieve en Idesbald in het Duinenkerkje te Oostende

Idesbald (overl. Koksijde, 1167) was abt van de Abdij Onze-Lieve-Vrouw Ten Duinen te Koksijde en werd in 1894 door de Katholieke Kerk zalig verklaard.

## Levensloop
Het is onduidelijk of hij oorspronkelijk een kanunnik van de Sint-Walburgakerk (Veurne) was. In oudere literatuur wordt een herkomst als herenboer in Eggewaartskapelle als hypothese geformuleerd; die wordt thans algemeen afgewezen.
Onder de naam Idesbald trad hij binnen in de jonge abdij van Onze-Lieve-Vrouw Ten Duinen te Koksijde. Hij kreeg er de functie van cantor: hij organiseerde de liturgie en beheerde de liturgische boeken van de abdij.
Toen abt Albero in 1155 vertrok uit de Duinenabdij, koos de gemeenschap Idesbald als derde abt, de eerste uit de eigen gemeenschap. Onder zijn leiding kwam de abdij tot bloei; hij wist het bezit uit te breiden en tolvrijstellingen te bekomen in Vlaanderen en Engeland. In 1167 is Idesbald gestorven als abt van de Duinenabdij. Hij werd begraven in een loden kist.
Dat hij als Idesbald van der Gracht bekend staat, is een laattijdige toeschrijving van de familienaam, die in eigentijdse bronnen niet aangetroffen wordt.

## Na zijn dood

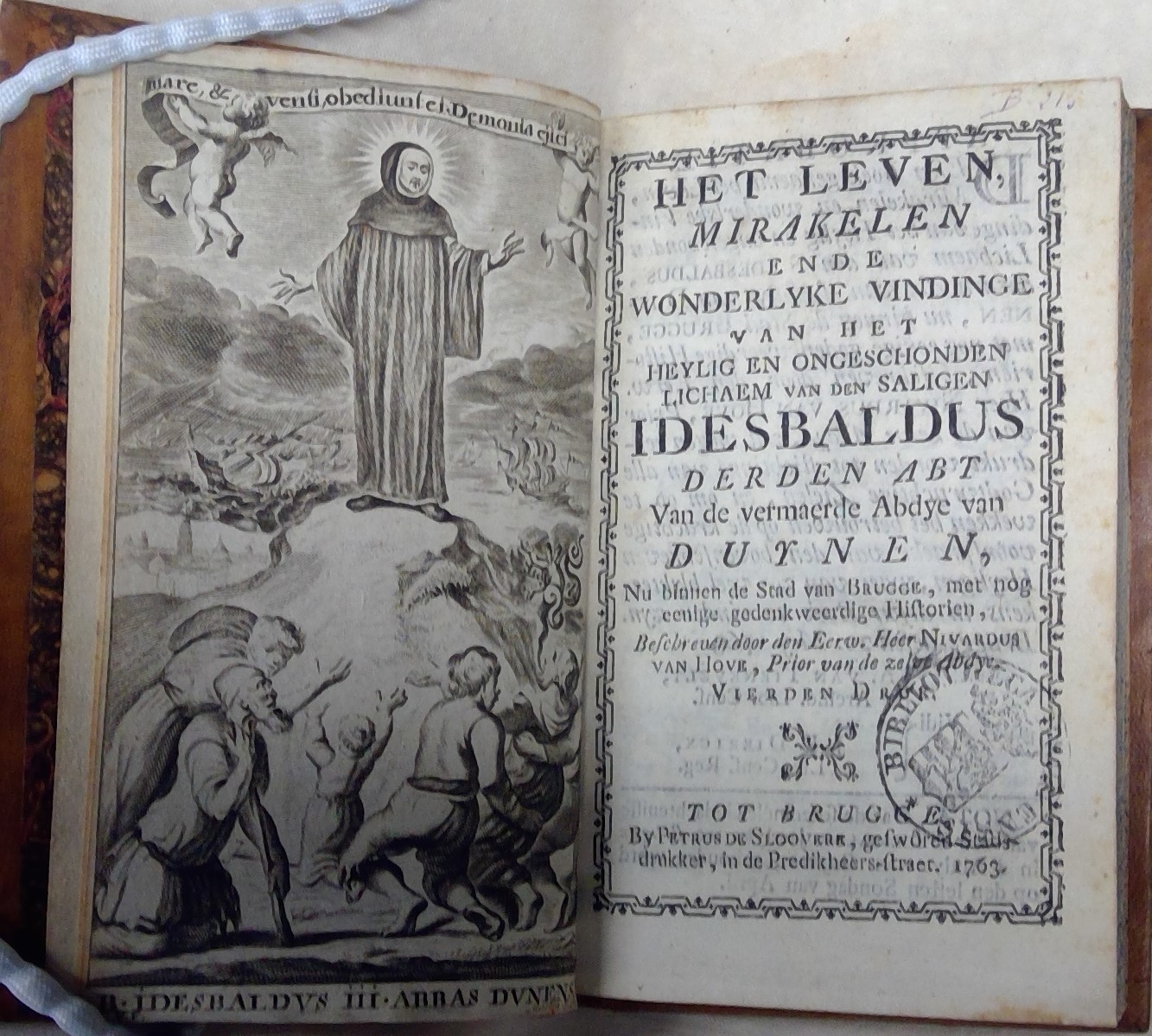
Een Brugse druk over de verering van Idelbaldus 'Het Leven en de Wonderlijke Vindinge van het Heylig en Ongeschonden Lichaem van den Saligen Idesbaldus'. Gedrukt in 1763 door Peter de Sloovere. Bewaard in de Openbare Bibliotheek Brugge.

In de 13de eeuw werd een nieuw abdijcomplex uitgebouwd. Daarbij werd in 1237 de loden kist van Idesbald naar de nieuwe kapittelzaal overgebracht. Bij de opening van de kist werden de omstaanders getroffen door de wondere geur, "hoewel het lichaam niet gebalsemd was om bewaard te worden". Later werd dit geïnterpreteerd als waren zijn stoffelijke resten toen goed bewaard, omdat ook in 1623 de kist nog een intact lichaam bevat zou hebben.
Monniken van de abdij ontdekten op 13 november 1623 een loden kist onder het puin van de kapittelzaal van de inmiddels verwoeste abdij, met daarin een ongeschonden lichaam, dat als dit van Idesbald (h)erkend werd. De kist werd eerst in de abdijhoeve Ten Bogaerde bewaard. Daar werden zijn stoffelijke resten officieel erkend door de bisschop van Ieper. Daarna bevestigden mirakels zijn vermeende heiligheid. Ook aartshertogin Isabella kwam zijn stoffelijk overschot begroeten.
Bij de vlucht van de Duinheren uit Koksijde via Nieuwpoort naar Brugge werd ook zijn kist overgebracht. Zij wisten de kist ongeschonden doorheen de Franse Revolutie te loodsen. Hij werd definitief begraven in de Onze-Lieve-Vrouw-ter-Potteriekerk te Brugge op 6 april 1831.
Bij Gérardine Rychaert uit Veurne werd in 1624 een duiveluitdrijving uitgevoerd na een bezoek aan Idesbaldus. Eerdere pogingen waren mislukt. Op 2 oktober 1625 bezocht dame Marie Briois, cisterciënzerin uit Marquette (bij Rijsel) de relieken van Idesbaldus en werd genezen van haar zware migraine. De kustbewoners begonnen Idesbald te vereren en er werd een kruis geplaatst op de plaats waar hij werd gevonden. Op 11 juni 1798, in de nadagen van de Franse Revolutie, werd dit kruis verwijderd en verbrand om in 1983 door een nieuw te worden vervangen. In 1819 hadden de vijf laatste monniken van de abdij van Koksijde een kapel op de vindplaats gebouwd.
In 1894 werd Idesbald door paus Leo XIII zalig verklaard. Zijn feestdag is op 18 april. Hij is patroonheilige van de zeelieden en wordt aangeroepen tegen koorts, jicht en reuma.
De naam Idesbaldus werd gegeven aan de badplaats Sint-Idesbald in Koksijde.

## Opening kist

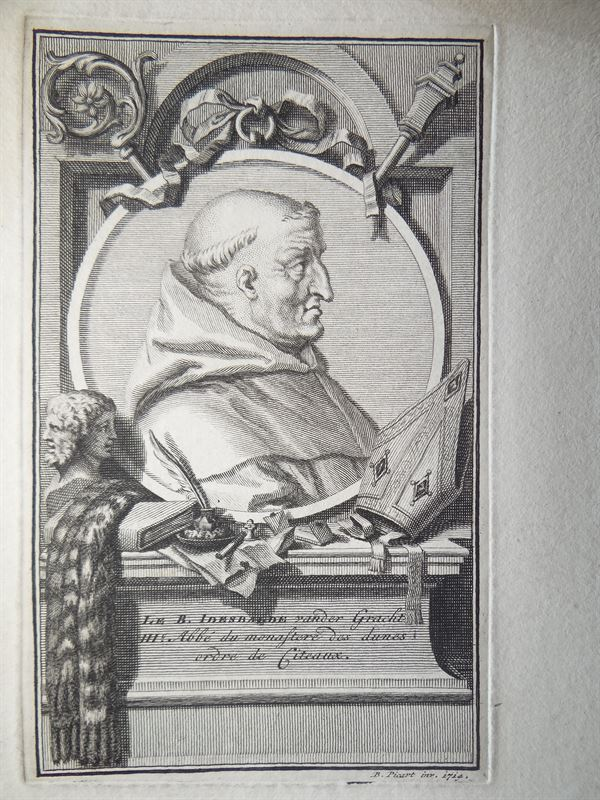
Idesbald van der Gracht, abt cisterciënzerklooster Ten Duinen - kopergravure naar Bernard Picart, 1714

In 2015 werd het reliekschrijn van de zalige Idesbald voor de dertiende keer geopend, nu voor wetenschappelijk onderzoek. Onderzoekers wilden daarmee inzicht verwerven in ziektebeelden en voedingspatronen uit het verleden.
In juni 2015 bleek dat de kist niet het stoffelijk overschot van de zalige Idesbald kon bevatten, aangezien de aangetroffen resten 250 jaar jonger waren. Vermoedelijk zijn het de resten van een andere abt. De Leuvense geneticus Maarten Larmuseau tracht via het Y-chromosoom van het stoffelijk overschot in de reliek de naam van die abt te achterhalen. De resultaten van het vernieuwde onderzoek werden in 2016 opgenomen in een tentoonstelling en een publicatie van het Abdijmuseum Ten Duinen in Koksijde (zie Literatuur) die de historische gegevens over Idesbald kritisch beschouwt en een aantal foute voorstellingen ontkracht. Zo kwamen interpolaties in de kroniekteksten over Idesbald aan het licht, die zijn vermeende heiligheid versterkten.